# Мэйсон, Джеймс
Джеймс Не́вилл Мэ́йсон (англ. James Neville Mason; 15 мая 1909, Хаддерсфилд, Уэст-Йоркшир, Англия, Великобритания — 27 июля 1984, Лозанна, Романдия, Швейцария) — английский актёр, сценарист и продюсер. Достигнув успеха и мирового признания благодаря ролям в британских и американских фильмах, Мэйсон на протяжении всей своей карьеры оставался значительной фигурой в кинематографе. По три раза номинирован на «Оскар» и «Золотой глобус» (один из которых выиграл), дважды на премию BAFTA, а также один раз на премию «Сатурн».

## Молодость
Джеймс Мэйсон родился 15 мая 1909 года в Хаддерсфилде, Уэст-Йоркшир, Англия, в семье Джона и Мейбл Мэйсонов. Его отец был богатым торговцем. Джеймс Мэйсон никогда не учился актёрскому мастерству и начинал играть ради собственного удовольствия. Он получил образование в колледже Марлборо и учился на архитектора на факультете Питерхаус Кембриджского университета, где в свободное время участвовал в театральных постановках. После Кембриджа он поступил в лондонский театр Олд Вик, руководителями которого тогда были Тайрон Гатри и Александр Корда, последний из которых дал ему в 1933 году небольшую роль в своём фильме, но через несколько дней уволил со съёмочной площадки.

## Карьера
Дебют Мэйсона на сцене состоялся в 1931 году в театре Royal Aldershot. Корреспондент The Daily Telegraph написал, что «Я несколько лет не видел в театрах такого большого актёра с такой характерной внешностью злодея и это подарок».
Он пользуется успехом на сцене, отыграв сезон вместе с Чарльзом Лоутоном в театре Олд Вик и затем перейдя в Дублинский театр. Наиболее заметной его ролью того периода был Брут в «Юлии Цезаре», которая позже стала одной из его самых заметных ролей в кино.
С 1935 по 1948 год Мэйсон играл главные роли во многих британских второсортных фильмах. Он отказывался служить в армии, когда началась Вторая мировая война (из-за этого он поссорился с семьёй, в результате чего на много лет порвал с ней отношения). В то же время Мэйсон становится очень популярным благодаря ролям угрюмых антигероев в мелодрамах киностудии Gainsborough Pictures, в том числе «Человек в сером» (1943) и «Злая леди» (1945). Джеймс также снялся вместе с Деборой Керр и Робертом Ньютоном в довольно успешной ленте «Замок Броуди» (1942). Он сыграл главную роль в чрезвычайно популярном среди критиков фильме «Седьмая вуаль» (1945), который стал рекордсменом по сборам в послевоенной Великобритании и сделал Мэйсона всемирно известным актёром. Среди его персонажей конца 40-х также можно отметить смертельно раненого бойца ИРА в ленте Кэрола Рида «Выбывший из игры» (1947) и доктора Ларри Кинаду в своём первом голливудском фильме «Пленница» (1949).

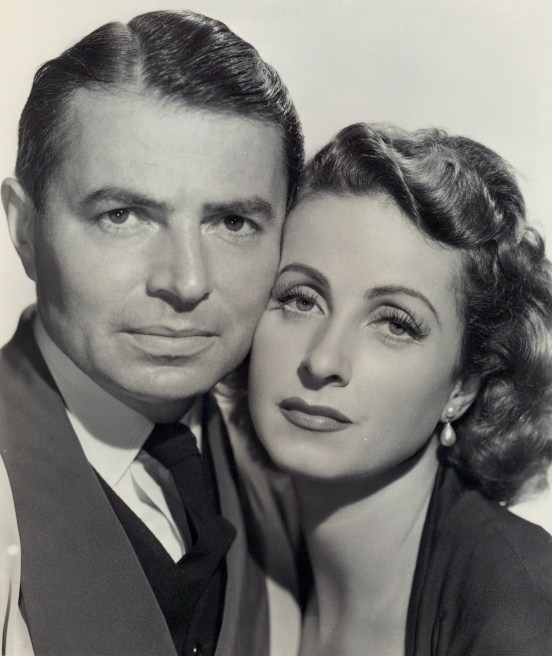
Джеймс Мэйсон и Даниэль Дарьё.

Необычный голос Мэйсона позволил ему очень хорошо играть злодеев, в то время как внешность помогала получать главные роли. Среди его персонажей тех лет были Марк Юний Брут в «Юлии Цезаре» (1953), генерал-фельдмаршал Эрвин Роммель в «Лисе пустыни» (1951) и «Крысах пустыни» (1953), аморальный лакей, оказавшийся шпионом в «Пяти пальцах» (1952), спившийся актёр в первом ремейке ленты «Звезда родилась», Капитан Немо в «20000 лье под водой» (оба — 1954), обезумевший от кортизона школьный учитель в «Больше чем жизнь» (1956), учтивый шпион в «К северу через северо-запад», исследователь в «Путешествии к центру Земли» (оба — 1959), Гумберт Гумберт в «Лолите» Стэнли Кубрика (1962), наёмный убийца, посланный убить персонажа Питера О’Тула, в «Лорде Джиме» (1965), слуга вампира Ричард Стрэкер в «Салемских вампирах» (1979) и сюрреалистический капитан пиратов в «Жёлтой бороде» (1983). За одну из своих последних ролей, а именно коррумпированного адвоката Эда Конкэннона в «Вердикте» (1982), он получил свою третью и последнюю номинацию на премию «Оскар».
Мэйсон, как когда-то полагали, в 1958 году сыграл Джеймса Бонда в телефильме по роману Яна Флеминга «Из России с любовью», но он этого не делал, потому что этот фильм никогда не снимали. Несмотря на то, что Джеймсу было уже за 50, его кандидатуру рассматривают на роль Бонда в кинокартине «Доктор Ноу», но выбор падает на Шона Коннери. Позже ему предложили сыграть Хьюго Дракса, одного из врагов агента 007, в ленте «Лунный гонщик», но он отказался, и это несмотря на его известный принцип соглашаться на любые роли, которые ему предлагали, что привело к появлению в таких фильмах, как The Yin and the Yang of Mr. Go и «Кровная связь». В 1975 году он сыграл владельца плантации Фалконхерст в неоднозначной ленте «Мандинго». Его последней работой в кино стала заглавная роль в телефильме по повести Грэма Грина «Доктор Фишер из Женевы» (1985), где он изобразил эксцентричного богатого бизнесмена, который играет со швейцарским высшим сословием на условиях, что они будут получать дорогие подарки, если будут выполнять унижающие их просьбы (например, носить детские нагрудники за столом).
В конце 1970-х Мэйсон становится наставником актёра Сэма Нилла.
В конце жизни он выступает рассказчиком для британского документального телесериала о фильмах и жизни Чарли Чаплина «Неизвестный Чаплин» (1983).

## Личная жизнь
Мэйсон очень любил животных, особенно кошек. Он и его жена Памела Мэйсон создали книгу Кошки в нашей жизни, опубликованную в 1949 году. Джеймс Мэйсон написал большую часть книги, а также проиллюстрировал её. В ней он рассказывал юмористические, а иногда и трогательные истории про кошек и нескольких собак.
Мэйсон был женат дважды:

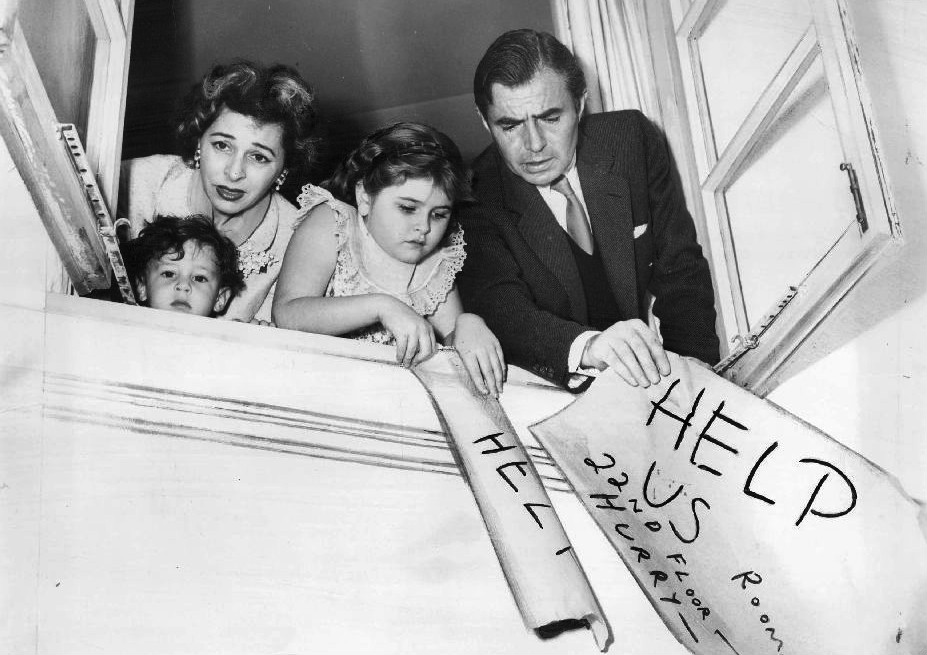
Мэйсон со своей семьёй.

- В первый раз (1941—1964) был женат на англо-американской актрисе Памеле Мэйсон, урождённой Острер (1916—1996)[4]. В этом браке родились двое детей. Дочь Портленд Мэйсон-Шуилер (1948—2004) и сын Морган (который состоит в браке с Белиндой Карлайл, бывшей ведущей вокалисткой и основательницей женской рок-н-ролл группы The Go-Go's). Портленд Мэйсон была названа в честь Портленд Хоффы, жены американского радиокомика Фреда Аллена (Аллены и Мэйсоны были друзьями).
- Во второй раз (с 1971 года и до своей смерти) был женат на австралийской актрисе Клариссе Кайе[4]. В комментарии Тоуба Хупера для DVD киноленты «Салемские вампиры» показано, что Мэйсон в последние годы своей жизни добавлял в контракты статью, согласно кототорой Клариссе гарантировались эпизодические роли в некоторых фильмах с его участием.

Автобиография Мэйсона «Прежде чем я забуду» была опубликована в 1981 году.

## Смерть
Мэйсон умер 27 июля 1984 года в своём доме в Лозанне, Швейцария, от второго инфаркта миокарда (первый сердечный приступ он пережил в 1959 году). Он был кремирован, но только спустя 16 лет его прах был похоронен в Корсьер-Сюр-Веве, Во, Швейцария. Дорога вокруг болот Хаддерсфилда названа в честь Мэйсона. Место захоронения его старого друга Чарли Чаплина находится в нескольких шагах от его могилы.
Вдова Мэйсона Кларисса Кайе, также известная как Кайе-Мэйсон, умерла в 1994 году от рака.

## Фильмография
| Фильмы | Фильмы                           | Фильмы                                          | Фильмы                               | Фильмы |
| Год    | На русском языке                 | На языке оригинала                              | Роль                                 | Примечания |
| ------ | -------------------------------- | ----------------------------------------------- | ------------------------------------ | --- |
| 1935   |                                  | Late Extra                                      | Джим Мартин                          | |
| 1936   |                                  | Secret of Stamboul                              | Ларри                                | |
| 1936   |                                  | The High Command                                | Капитан Хеверелл                     | |
| 1936   |                                  | Twice Branded                                   | Генри Гамильтон                      | |
| 1936   |                                  | Troubled Waters                                 | Джон Мэрримен                        | |
| 1936   |                                  | Prison Breaker                                  | «Банни» Бэрнс                        | |
| 1936   |                                  | Blind Man’s Bluff                               | Стивен Невилл                        | |
| 1937   | Пламя над Англией                | Fire Over England                               | Хилари Вейн                          | |
| 1937   |                                  | Return of the Scarlet Pimpernel                 | Джин Тальен                          | |
| 1937   |                                  | The Mill on the Floss                           | Том Тулливер                         | |
| 1937   |                                  | Catch As Catch Can                              | Роберт Лиленд                        | |
| 1939   |                                  | I Met a Murderer                                | Марк Уорроу                          | также сценарист |
| 1941   |                                  | The Patient Vanishes                            | Мик Кардби                           | |
| 1942   |                                  | The Night Has Eyes                              | Стивен Деремид                       | |
| 1942   | Замок Броуди                     | Hatter’s Castle                                 | Доктор Ренвик                        | |
| 1942   | Алиби                            | Alibi                                           | Андре Лоран                          | |
| 1942   | Секретная миссия                 | Secret Mission                                  | Рауль де Карно                       | |
| 1942   |                                  | Thunder Rock                                    | Стритер                              | |
| 1943   |                                  | The Bells Go Down                               | Тед Роббинс                          | |
| 1943   | Человек в сером                  | The Man in Grey                                 | Лорд Рохан                           | |
| 1943   |                                  | They Met in the Dark                            | Ричард Фрэнсис Херитедж              | |
| 1944   |                                  | Candlelight in Algeria                          | Алан Торстон                         | |
| 1944   |                                  | Hotel Reserve                                   | Питер Вадасси                        | |
| 1944   |                                  | Fanny by Gaslight                               | Лорд Мандерстрок                     | |
| 1945   |                                  | A Place of One’s Own                            | Мистер Генри Смедхёрст               | |
| 1945   |                                  | They Were Sisters                               | Джеффри Ли                           | |
| 1945   | Злая леди                        | The Wicked Lady                                 | Капитан Джерри Джексон               | |
| 1945   | Седьмая вуаль                    | The Seventh Veil                                | Николас                              | |
| 1947   | Выбывший из игры                 | Odd Man Out                                     | Джонни МакКуин                       | |
| 1947   | Опрокинутый сосуд                | The Upturned Glass                              | Майкл Джойс                          | также продюсер |
| 1949   | Момент безрассудства             | The Reckless Moment                             | Мартин Доннелли                      | |
| 1949   | Мадам Бовари                     | Madame Bovary                                   | Гюстав Флобер                        | |
| 1949   | Ист-Сайд, Вест-Сайд              | East Side, West Side                            | Брэндон Борн                         | |
| 1949   | Пленница                         | Caught                                          | Ларри Кинада                         | |
| 1950   | Дорога с односторонним движением | One Way Street                                  | Доктор Фрэнк Мэтсон                  | |
| 1951   | Пандора и Летучий Голландец      | Pandora and the Flying Dutchman                 | Хендрик ван дер Зи                   | |
| 1951   | Лис пустыни                      | The Desert Fox: The Story of Rommel             | Эрвин Роммель                        | |
| 1952   |                                  | Lady Possessed                                  | Джимми Дель Пальма                   | также сценарист и продюсер |
| 1952   | Узник крепости Зенда             | The Prisoner of Zenda                           | Руперт из Хенцау                     | |
| 1952   | Лицом к лицу                     | Face to Face                                    | Капитан                              | |
| 1952   | Пять пальцев                     | 5 Fingers                                       | Улисс Диелло                         | Приз Национального совета кинокритиков США за лучшую мужскую роль (также за фильмы Юлий Цезарь, Человек посредине и Крысы пустыни)                     |
| 1953   | Юлий Цезарь                      | Julius Caesar                                   | Марк Юний Брут                       | |
| 1953   | Человек посредине                | The Man Between                                 | Айво Керн                            | |
| 1953   | Крысы пустыни                    | The Desert Rats                                 | Эрвин Роммель                        | |
| 1953   |                                  | Botany Bay                                      | Капитан Пол Гилберт                  | |
| 1953   | Три истории любви                | The Story of Three Loves                        | Чарльз Каутрэй                       | |
| 1953   |                                  | Charade                                         | Убийца / Майор Линден / Джона Уотсон | также сценарист и продюсер |
| 1953   | Сердце-обличитель                | The Tell-Tale Heart                             | рассказчик                           | мультфильм, озвучка |
| 1954   | Принц Валиант                    | Prince Valiant                                  | Сэр Блэк                             | |
| 1954   | Звезда родилась                  | A Star Is Born                                  | Норман Мэйн                          | Номинация на премию «Оскар» за лучшую мужскую роль Премия «Золотой глобус» за лучшую мужскую роль — комедия или мюзикл                                 |
| 1954   | 20 000 льё под водой             | 20000 Leagues Under the Sea                     | Капитан Немо                         | |
| 1956   | Больше чем жизнь                 | Bigger Than Life                                | Эд Эйвери                            | также сценарист и продюсер |
| 1956   |                                  | Forever, Darling                                | Ангел-хранитель                      | |
| 1957   | Остров Солнца                    | Island in the Sun                               | Максвелл Флёри                       | |
| 1958   | Крик ужаса                       | Cry Terror!                                     | Джим Молнер                          | |
| 1958   |                                  | The Decks Ran Red                               | Капитан Эдвин Раммилл                | |
| 1959   |                                  | Journey to the Center of the Earth              | Сэр Оливер С. Линденбрук             | |
| 1959   |                                  | A Touch of Larceny                              | Командир Макс Истон                  | |
| 1959   | К северу через северо-запад      | North by Northwest                              | Филипп Вандам                        | |
| 1960   | Процесс над Оскаром Уайльдом     | The Trials of Oscar Wilde                       | Сэр Эдвард Карсон                    | |
| 1961   |                                  | The Marriage-Go-Round                           | Поль Дельвиль                        | |
| 1962   | Ребекка                          | Rebecca                                         | Максим де Винтер                     | телефильм |
| 1962   | Тиара Таити                      | Tiara Tahiti                                    | Капитан Бретт Эймсли                 | |
| 1962   | Остров героя                     | Hero’s Island                                   | Джейкоб Вебер / Майор Боннет         | также продюсер |
| 1962   | Лолита                           | Lolita                                          | Гумберт Гумберт                      | Номинация на премию «Золотой глобус» за лучшую мужскую роль — драма Номинация на премию BAFTA за лучшую мужскую роль                                   |
| 1963   |                                  | Beta Som                                        | Капитан Блейн                        | |
| 1964   | Пожиратель тыкв                  | The Pumpkin Eater                               | Боб Конвэй                           | |
| 1964   | Падение Римской империи          | The Fall Of The Roman Empire                    | Тимотид                              | |
| 1965   | Лорд Джим                        | Lord Jim                                        | Джентльмен Браун                     | |
| 1965   | Чингисхан                        | Genghis Khan                                    | Кам Линг                             | |
| 1965   |                                  | Los pianos mecánicos                            | Паскаль Ренье                        | |
| 1966   | Голубой Макс                     | The Blue Max                                    | Генерал фон Клюгерманн               | |
| 1966   |                                  | Dare I Weep, Dare I Mourn                       | Отто Хоффман                         | телефильм |
| 1966   | Дело самоубийцы                  | The Deadly Affair                               | Чарльз Доббс                         | Номинация на премию BAFTA за лучшую мужскую роль |
| 1966   | Девушка Джорджи                  | Georgy Girl                                     | Джеймс Лимингтон                     | Номинация на премию «Оскар» за лучшую мужскую роль второго плана                                                                                       |
| 1967   |                                  | Stranger in the House                           | Джон Сойер                           | |
| 1968   |                                  | Duffy                                           | Чарльз Калверт                       | |
| 1968   | Майерлинг                        | Mayerling                                       | Франц Иосиф I                        | |
| 1968   | Чайка                            | The Sea Gull                                    | Борис Алексеевич Тригорин            | |
| 1968   |                                  | The Legend of Silent Night                      | Франц Грубер                         | телефильм |
| 1969   | Возраст согласия                 | Age of Consent                                  | Брэдли Морахан                       | также продюсер |
| 1969   |                                  | A Tall, Stalwart Lancer                         | Торкуилл Калландер                   | |
| 1970   |                                  | Spring and Port Wine                            | Рэйф Кромптон                        | |
| 1970   | Холодный пот                     | De la part des copains                          | Капитан Росс                         | |
| 1970   |                                  | The Yin and the Yang of Mr. Go                  | И. И. Гоу                            | |
| 1971   | Убей!                            | Kill!                                           | Алан Хэмилтон                        | |
| 1971   | Река негодяев                    | Bad Man’s River                                 | Франциско Монтеро                    | |
| 1972   | Детская игра                     | Child’s Play                                    | Джером Молли                         | |
| 1973   | Последний круиз на яхте «Шейла»  | The Last of Sheila                              | Филип                                | |
| 1973   | Человек Макинтоша                | The MacKintosh Man                              | Сэр Джордж Уилер                     | |
| 1973   | Франкенштейн: Правдивая история  | Frankenstein: The True Story                    | Доктор Джон Полидори                 | телефильм |
| 1974   | Марсельский контракт             | The Marseille Contract                          | Жак Бризар                           | |
| 1974   | Похитители бриллиантов           | 11 Harrowhouse                                  | Чарльз Д. Уоттс                      | |
| 1974   | Большие надежды                  | Great Expectations                              | Магвитч                              | |
| 1975   | Уважаемые люди                   | Gente di rispetto                               | Антонио Беллокампо                   | |
| 1975   |                                  | La polizia interviene: ordine di uccidere       | Сенатор Леандри                      | |
| 1975   |                                  | Inside Out                                      | Эрнст Фурбен                         | |
| 1975   |                                  | Autobiography of a Princess                     | Сирил Сахиб                          | |
| 1975   |                                  | La città sconvolta: caccia spietata ai rapitori | Филиппини                            | |
| 1975   | Мандинго                         | Mandingo                                        | Уоррен Максвелл                      | |
| 1976   | Путешествие проклятых            | Voyage of the Damned                            | Ремос                                | |
| 1976   |                                  | Paura in città                                  | прокурор                             | |
| 1977   | Железный крест                   | Cross of Iron                                   | полковник Оберст Брандт              | |
| 1977   | Иисус из Назарета                | Jesus of Nazareth                               | Иосиф Аримафейский                   | мини-сериал |
| 1978   | Дети воды                        | The Water Babies                                | Мистер Гримс / голос акулы-убийцы    | |
| 1978   | Мальчики из Бразилии             | The Boys from Brazil                            | Эдуард Сейберт                       | |
| 1978   | Небеса могут подождать           | Heaven Can Wait                                 | Мистер Джордан                       | Номинация на премию «Сатурн» лучшему киноактёру второго плана                                                                                          |
| 1979   | Переход                          | The Passage                                     | Профессор Бергсон                    | |
| 1979   | Убийство по приказу              | Murder by Decree                                | Доктор Ватсон                        | |
| 1979   | Кровная связь                    | Bloodline                                       | Сэр Алек Николс                      | |
| 1979   | Салемские вампиры                | Salem’s Lot                                     | Ричард К. Стрэкер                    | телефильм |
| 1979   | Захват в Северном море           | North Sea Hijack                                | Адмирал Бриндсен                     | |
| 1980   | Голливуд                         | Hollywood                                       | рассказчик                           | документальный телесериал |
| 1982   | Айвенго                          | Ivanhoe                                         | Исаак из Йорка                       | |
| 1982   | Смертельное лето                 | A Dangerous Summer                              | Джордж Инджелс                       | |
| 1982   | Зло под солнцем                  | Evil Under the Sun                              | Оделл Гарднер                        | |
| 1982   | Вердикт                          | The Verdict                                     | Эд Конкэннон                         | Номинация на премию «Оскар» за лучшую мужскую роль второго плана Номинация на премию «Золотой глобус» за лучшую мужскую роль второго плана — Кинофильм |
| 1983   | Жёлтая борода                    | Yellowbeard                                     | Капитан Хьюз                         | |
| 1983   | Неизвестный Чаплин               | Unknown Chaplin                                 | рассказчик                           | |
| 1983   |                                  | Alexandre                                       | Отец                                 | |
| 1984   | Джордж Вашингтон                 | George Washington                               | генерал Эдвард Брэддок               | мини-телесериал |
| 1985   |                                  | The Assisi Underground                          | епископ Николини                     | |
| 1985   | На охоте                         | The Shooting Party                              | Сэр Рэндольф Неттлеби                | |
| 1985   | Наша эра                         | A.D.                                            | Тиберий                              | мини-телесериал |
| 1985   | Доктор Фишер из Женевы           | Dr. Fischer of Geneva                           | Доктор Фишер                         | телефильм |